# Otus sagittatus
Otus sagittatus е вид птица от семейство Совови (Strigidae). Видът е световно застрашен, със статут Уязвим.

## Разпространение
Видът е разпространен в Малайзия, Мианмар и Тайланд.